# Bajío de Milpillas
Bajío de Milpillas är en ort i Mexiko.   Den ligger i kommunen Mezquital och delstaten Durango, i den centrala delen av landet, 700 km nordväst om huvudstaden Mexico City. Bajío de Milpillas ligger 2 026 meter över havet och antalet invånare är 226.
Terrängen runt Bajío de Milpillas är huvudsakligen kuperad, men norrut är den bergig. Bajío de Milpillas ligger nere i en dal. Runt Bajío de Milpillas är det mycket glesbefolkat, med 3 invånare per kvadratkilometer. Närmaste större samhälle är Llano Grande, 18,0 km sydost om Bajío de Milpillas. I omgivningarna runt Bajío de Milpillas växer huvudsakligen savannskog.